# Dichochrysa sybaritica
Dichochrysa sybaritica is een insect uit de familie van de gaasvliegen (Chrysopidae), die tot de orde netvleugeligen (Neuroptera) behoort. 
Dichochrysa sybaritica is voor het eerst wetenschappelijk beschreven door McLachlan in Fedchenko in 1875.